# Naturvetenskapliga Föreningen, Stockholm
Naturvetenskapliga Föreningen vid Stockholms universitet (ofta betecknad NF) är en fakultetsförening som har till uppgift att fylla studentlivet för naturvetenskapsstuderande på universitetet med diverse aktiviteter, till exempel pubar, sällskapsspelkvällar och fester. Föreningen grundades 1914 och har som symbol en groda på ett näckrosblad. Sedan 2005 har föreningen sin föreningslokal i Gréens villa, som ofta kallas Gröna villan.
Föreningen bedriver sin verksamhet främst via sektioner och klubbar (tidigare även ämnesföreningar).

## Sektioner
- Insparquen
- Klubbmästeriet (KM)
- Spexet (Naturvetarspexet)

## Klubbar
- Bryggeriet
- Offside
- Schackklubben
- Pysselklubben

## Ämnesföreningar
- Alf-alfa
- Alf-beta
- Allchemie
- BioGeo
- BUS
- Geologklubben
- Mask
- MEK
- MoleQul
- Sigma
- Quanta

## Grodorden
Grodorden eller Den Evigt Leende och Hoppande Lilla Gröna Grodans Orden är ett akademiskt ordenssällskap sedan 1917.
Utmärkelsen "Numquam Veni ad Astra" (Ingen når stjärnorna) ges ut på Luciabalen vid Stockholms universitet i samband med Nobelfirandet till de som har gjort något förtjänstfullt inom naturvetenskapen. Nobelpristagare i de naturvetenskapliga ämnena som närvarar vid Luciabalen väljs in i Grodorden tillsammans med andra studenter. De som väljs in sägs behöva hoppa som grodor på campus Frescati i tradition med den först utdelade Grodan 1917.